# Encarsia indica
Encarsia indica är en stekelart som först beskrevs av Shafee 1973.  Encarsia indica ingår i släktet Encarsia och familjen växtlussteklar. Inga underarter finns listade i Catalogue of Life.